# Piz Laviner
Der Piz Laviner  (rätoromanisch für ‚Lawinenzug‘ zu frührom. labinariu, Abl. von labina für ‚Erdsturz, Lawine‘) ist ein Berg südöstlich von Savognin im Kanton Graubünden in der Schweiz mit einer Höhe von 3137 m ü. M.

## Lage und Umgebung
Der Piz Laviner ist eine Graterhebung im Verbindungskamm Piz Jenatsch – Piz Bleis Marscha. Er gehört zur Gruppe Bleis Marscha und Crasta Mora, einer Untergruppe der Albula-Alpen. Auf dem Gipfel treffen sich die Gemeindegrenzen zwischen Surses, Bergün Filisur und Bever. Der Gipfel wird im Nordwesten durch die Val d’Err, einem Seitental des Oberhalbsteins, im Nordosten durch die Val Mulix, einem Seitental des Albulatals, und im Südosten durch die Val Bever, einem Seitental des Engadins, eingefasst. Im Norden des Piz Laviner liegt die Fuorcla Mulix, im Osten die Fuorcla da Bever und im Westen die Fuorcla Laviner.
Zu den Nachbargipfeln gehören im Norden der Piz Bleis Marscha (3127 m), der Piz da Peder Bucs (3001 m), der Piz da l’Antgierna da Salteras (2981 m) und der Piz Salteras (3110 m), im Osten der Piz d’Alp Val (3052 m), der Piz Bial (3060 m), der Piz dals Vadrettins (2977 m) und La Piramida (2963 m), im Südosten der Piz Chembels (2980 m), im Südwesten der Piz Jenatsch (3249 m) und der Piz Calderas (3397 m) und im Westen der Piz d’Err (3377 m).
Der am weitesten entfernte sichtbare Punkt des Piz Laviner befindet sich 137 km in westlicher Richtung unmittelbar nördlich des Mittaghorns. Auf dem Gipfel verläuft die Grenze zwischen dem Kanton Bern und dem Kanton Wallis.
Talorte sind Preda, Tinizong und Bever. Häufige Ausgangspunkte sind Naz und die Chamanna Jenatsch.

## Routen zum Gipfel

### Sommerrouten

#### Über den Südwestkamm
Kletterei über einen Grat, die leichter ist, als es von unten scheint.
- Ausgangspunkt: Chamanna Jenatsch (2652 m), Spinas (1815 m) oder Tinizong (1232 m)
- Via: Fuorcla Laviner (3002 m)
- Schwierigkeit: L
- Zeitaufwand: 2¾ Stunden von der Chamanna Jenatsch, 5¾ Stunden von Spinas oder 6¼ Stunden von Tinizong (¾ Stunden von der Fuorcla Laviner)
- Bemerkung: Der Anstieg über steile Schutt- und Geröllhänge von Tinizong ist beschwerlich und wird kaum unternommen.

#### Über den Nordgrat
- Ausgangspunkt: Naz (1747 m) oder Tinizong (1232 m)
- Via: Fuorcla Mulix (2893 m), dann abschnittsweise in die abschüssige Westflanke.
- Schwierigkeit: L
- Zeitaufwand: 4¼ Stunden von Naz oder 5¼ Stunden von Tinizong (¾ Stunden von der Fuorcla Mulix)
- Bemerkung: Die Wanderung von Naz durch die Val Mulix ist landschaftlich reizvoll und bis zum Lai Negr (2622 m) ist die Route als Wanderweg weiss-rot-weiss markiert

#### Über den Ostgrat
Wenig üblich.
- Ausgangspunkt: Naz (1747 m), Chamanna Jenatsch (2652 m) oder Spinas (1815 m)
- Via: Fuorcla da Bever (2948 m)
- Schwierigkeit: WS
- Zeitaufwand: 4¼ Stunden von Naz, 3¾ Stunden von der Chamanna Jenatsch oder 5¼ Stunden von Spinas (¾ Stunden von der Fuorcla da Bever)

### Winterrouten
Der abgelegene Gipfel wird seiner schönen Abfahrt nach Naz wegen gerne aufgesucht. Im hinteren Talabschluss des Val Mulix sind sichere Verhältnisse erforderlich.

#### Von Naz
- Ausgangspunkt: Naz (1747 m)
- Via: Val Mulix, Sur la Crappa, westlich der Fuorcla da Bever, Südhang des Piz Laviner
- Expositionen: N, NE
- Schwierigkeit: WS+
- Zeitaufwand: 4½ Stunden

#### Von der Chamanna Jenatsch
- Ausgangspunkt: Chamanna Jenatsch (2652 m)
- Via: gegen Fuorcla Laviner, Südhang des Piz Laviner
- Expositionen: SE
- Schwierigkeit: ZS-
- Zeitaufwand: 2 Stunden

#### Abfahrt ins Val d’Err nach Tinizong
Grossartige Abfahrt über die steilen NW-Hänge der Fuorcla Laviner. Nur bei sicheren Verhältnissen.
- Ziel: Tinizong (1232 m)
- Via: Fuorcla Laviner (3002 m), Val d’Err
- Expositionen: N
- Schwierigkeit: WS

## Galerie

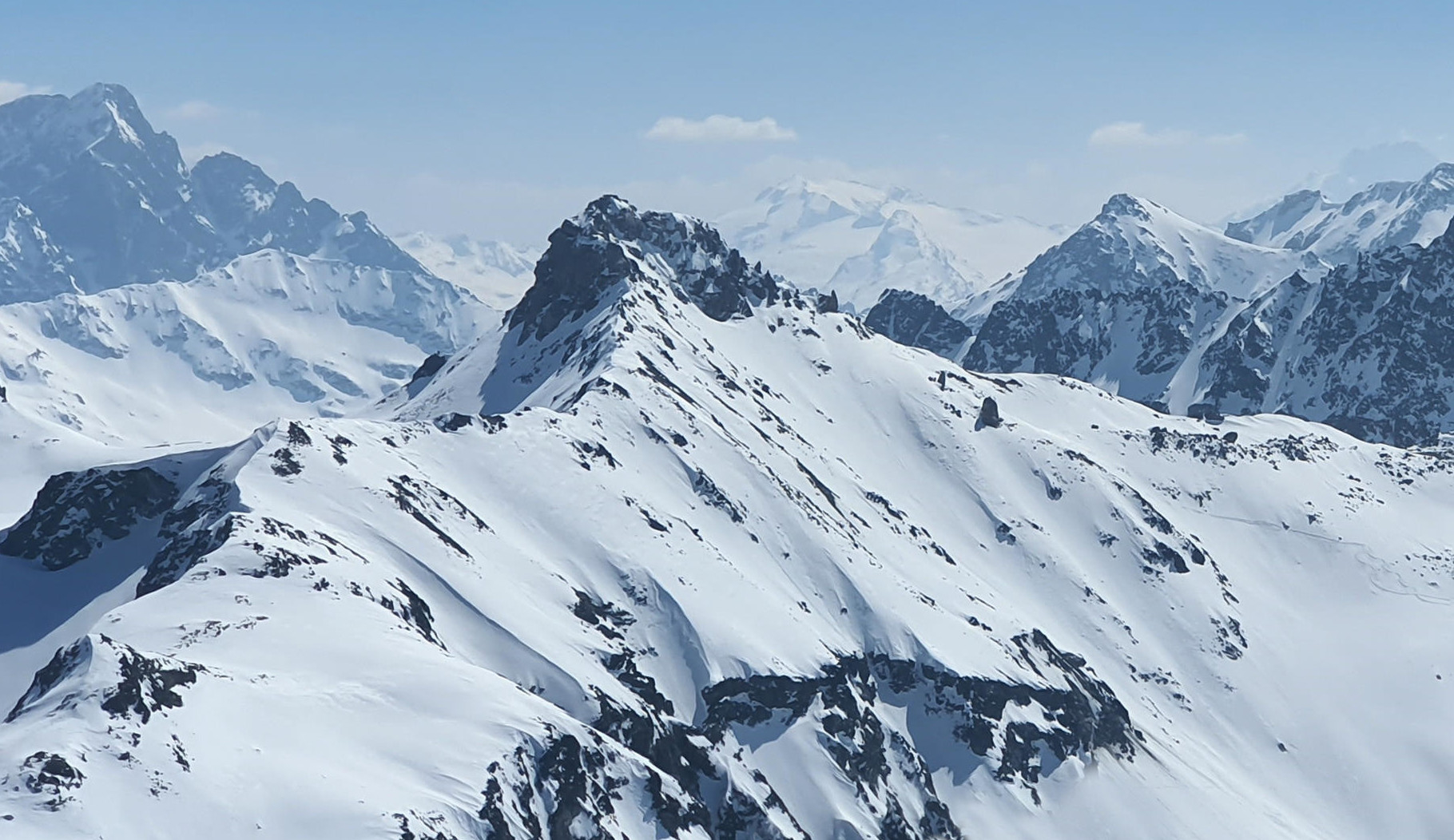
Blick vom Piz Bleis Marscha zum Piz Laviner.
Blick zu den Bergüner Stöcken, der Gruppe Bleis Marscha und der Err-Gruppe (für Annotationen der einzelnen Berge aufs Bild klicken), von Cre digl Lai (bei Salouf) aus fotografiert.
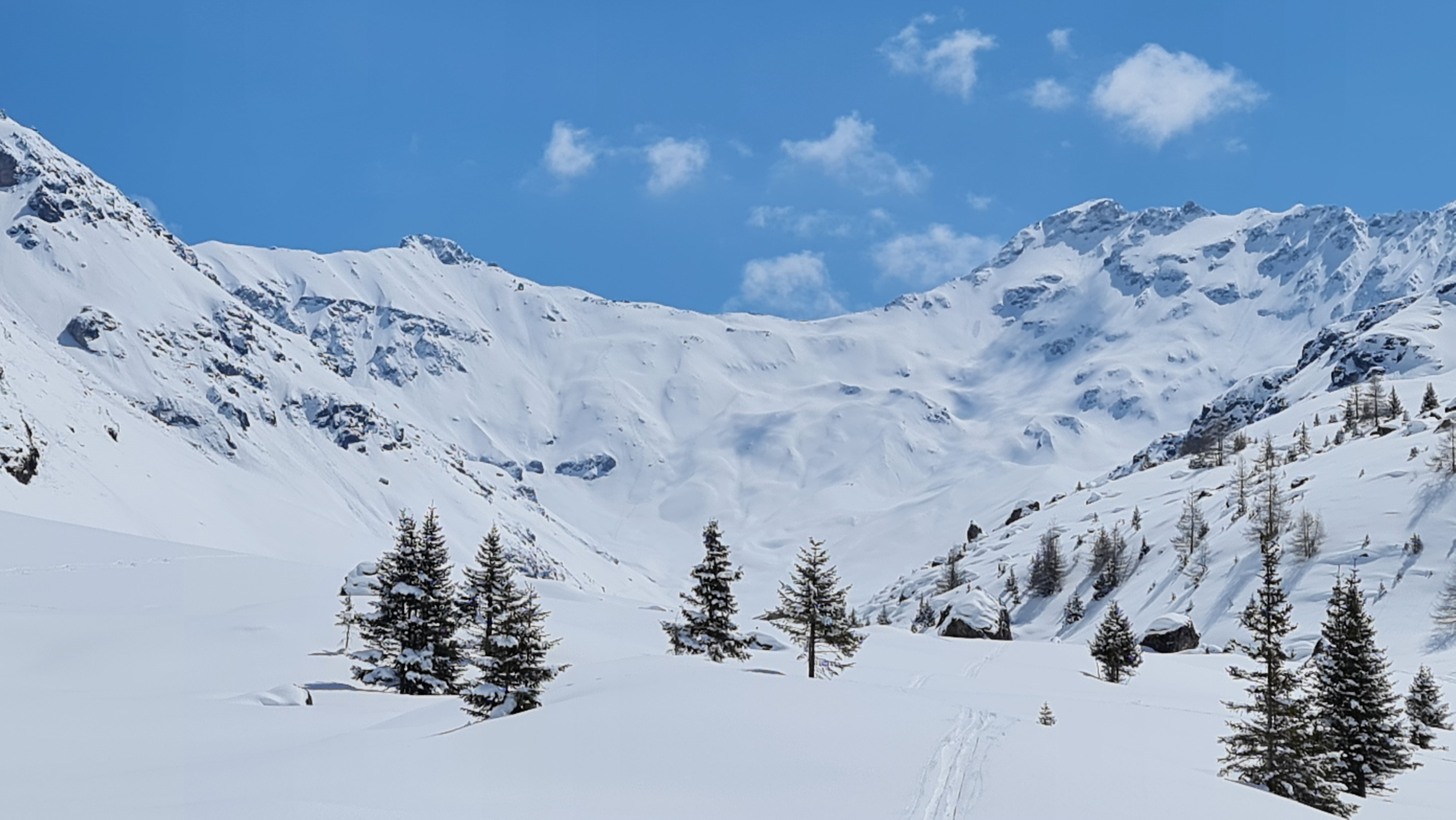
Piz Laviner (l.) und Piz Jenatsch, von der Val d’Err aus aufgenommen.